# Urger (remorqueur)
L'Urger, à l'origine nommé H.J. Dornbos, est un remorqueur de canal situé à Waterford dans le comté de Saratoga, État de New York.

## Historique
Il a été construit en 1901 par Johnson Brothers Shipyard et Boiler Works de Ferrysburg, comté d'Ottawa dans le Michigan. Il a été acheté pour le New York State Canal System en 1922 et a été utilisé régulièrement jusqu'aux années 1980. Il a été modifié en plusieurs étapes jusqu'en 1949. Sa coque est un cadre en acier moulé avec des plaques rivetées et le pont est en bois.
En 1991, l'Urger a été réactivé à but éducatif sur l'importance du système de canaux historique de New York. Depuis 2013, l'Urger est le navire phare de la New York State Canal Corporation’s fleet. avec le vraquier Day Peckinpaugh.

## Préservation
Urger a été inscrit au registre national des lieux historiques le 29 novembre 2001. 